# Likosaari (ö i Mellersta Finland, Joutsa)
Likosaari är en ö i Finland. Den ligger i sjön Rautavesi och i kommunen Joutsa i den ekonomiska regionen  Joutsa ekonomiska region  och landskapet Mellersta Finland, i den södra delen av landet, 190 km norr om huvudstaden Helsingfors. Öns area är 0,4 hektar och dess största längd är 100 meter i sydväst-nordöstlig riktning.